# Ich gelobe
Ich gelobe é um filme de drama austríaco de 1994 dirigido e escrito por Wolfgang Murnberger. Foi selecionado como representante da Áustria à edição do Oscar 1995, organizada pela Academia de Artes e Ciências Cinematográficas.

## Elenco
- Christoph Dostal - Berger
- Andreas Lust - Rumpler
- Andreas Simma - Moser
- Marcus J. Carney - Kernstock
- Leopold Altenburg - Tomschitz
- Albert Weilguny - Vizeleutnant Pfister
- Johannes Kollmann - Wachtmeister Ernst
- Robert Taurer - Leutnant Ressl